# Симфония № 21 (Мясковский)
Симфония № 21 fis-moll, op. 51 — одночастное сочинение русского композитора Н. Я. Мясковского для оркестра тройного состава (три трубы, контрафагот), созданное в 1940 году. Произведение сочинялось по просьбе дирижёра Чикагского симфонического оркестра Фредерика Стока, которому и было впоследствии посвящено. Премьера состоялась в Москве 16 ноября 1940 года под управлением А. В. Гаука. Партитура впервые напечатана в 1941 году издательством оркестротек Союза советских композиторов (ССК). В 1941 году за эту симфонию Н. Я. Мясковский был награждён Сталинской премией первой степени.

## История создания
Согласно воспоминаниям Г. М. Шнеерсона, Двадцать первая симфония Н. Я. Мясковского была создана по просьбе Фредерика Стока к 50-летию основания Чикагского симфонического оркестра, выраженной в 1938 году в личной беседе с композитором во время визита американского дирижёра в СССР. Фредерик Сток был поклонником творчества Николая Мясковского. Григорий Шнеерсон приводил данные по исполнению симфоний русского композитора Чикагским оркестром под управлением Фредерика Стока с 1925 по 1941 год в Чикаго: «Пятая — два раза, Шестая — одиннадцать раз, Седьмая — пять раз, Восьмая, Десятая, Двенадцатая, Тринадцатая, Пятнадцатая — по одному разу, Двадцать первая — три раза». В знак благодарности Мясковский посвятил 21-ю симфонию Стоку и дал ей подзаголовок «Симфония-Фантазия».
Н. Я. Мясковский сочинял симфонию с 28 мая по 9 июня 1940 года, оркестровку начал 20 июня и завершил в июле того же года. Партитура впервые была опубликована в 1941 году издательством оркестротек ССК. Новое издание вышло в издательстве «Музгиз» в 1953 году. П. А. Ламм сделал переложение симфонии для фортепиано в 4 руки (опубликовано издательством оркестротек ССК в 1945 году) и 8 рук.

## Структура
О структуре произведения автор писал в дневнике: «Новый опыт одночастности: Аллегро, обрамлённое медленными частями (fis-
moll — a-moll — fis-moll)».
Симфония состоит из одной части и включает следующие разделы общей длительностью от 15 до 18 минут:
- 1. Вступление-пролог — Andante sostenuto
- 2. Сонатное аллегро — Allegro non troppo, ma con impeto
- 3. Эпилог — Poco meno mosso (quasi andante)

## Оценки
Двадцать первая симфония Н. Я. Мясковского рассматривается музыковедами как итог достижений симфонического творчества композитора 1930-х годов — некоторые её темы встречаются в предшествующих 12-й, 14-й, 15-й и 17-й симфониях. А. А. Иконников отмечал, что в данном сочинении выражено «единство действенного начала и философской созерцательности, светлой возвышенной лирики».
С. И. Шлифштейн назвал сочинение Мясковского симфонией-элегией. По словам музыковеда, 21-я симфония получила всеобщее одобрение в кругу музыкантов ещё до своей премьеры при исполнении четырёхручного изложения для фортепиано Святославом Рихтером и Анатолием Ведерниковым.
Шлифштейн писал о 21-й симфонии: «Органичность развития, простота и лаконизм, с которыми изложено всё произведение, достойны восхищения. На всём лежит печать одухотворенности и вместе с тем логичности и целесообразности, отличающей создания истинной поэзии. Ничего лишнего и вместе с тем ничего недосказанного. А сказано очень много». Музыковед заключил свою статью словами: «Идея жизнеутверждения, лежащая в основе замысла симфонии, дана через призму личных переживаний. Но личное оказывается в ней частью всеобщего. В этом значение симфонии, её жизненная правдивость».

## Исполнения
- 1940
  - 16 ноября — первое исполнение в Москве под управлением Александра Гаука[4]
  - 26 декабря — премьера в Чикаго, Чикагский симфонический оркестр под управлением Фредерика Стока[1]

## Награды и звания
В 1941 году за 21-ю симфонию Н. Я. Мясковский был награждён Сталинской премией первой степени и удостоен звания лауреата Сталинской премии в области литературы и искусства. Это была первая советская симфония, отмеченная столь высокой наградой.

## Записи
- 1940 — ГСО СССР под управлением А. В. Гаука, выпуск М10 47393 000, 1986[13]
- 1941 — ГСО СССР под управлением Н. Г. Рахлина, 10903-6, 10910-11 (в комплекте из 3 пластинок)[14]
- 1949 — Филадельфийский оркестр под управлением Юджина Орманди, Columbia Masterworks ML 4239[15]
- 1950 — ГСО СССР под управлением К. К. Иванова, выпуск на пластинках Д 488-9, 1952[16] и 1962 года[12]; выпуск в 2014 году в комплекте «Николай Мясковский. Избранные симфонии» из трёх компакт-дисков — «Мелодия», MEL CD 10 02268 (3 CD)[17]
- 1968 — Чикагский симфонический оркестр под управлением Мортона Гульда (Morton Gould), RCA Victor Red Seal LSC-3022[18]
- 1993 — Государственный академический симфонический оркестр России под управлением Е. Ф. Светланова, запись из Большого зала Московской консерватории; выпуски: «Русский диск» RDCD 00665 (2001)[19], Olympia Vol. 13 OCD 743, Alto ALC 1023 (2003)[20], Warner Classic 2564 69689-8 (2007)[21]